# Corchorus africanus
Corchorus africanus är en malvaväxtart som beskrevs av E.A. Bari. Corchorus africanus ingår i släktet Corchorus och familjen malvaväxter. Inga underarter finns listade i Catalogue of Life.